# Банковская система Франции

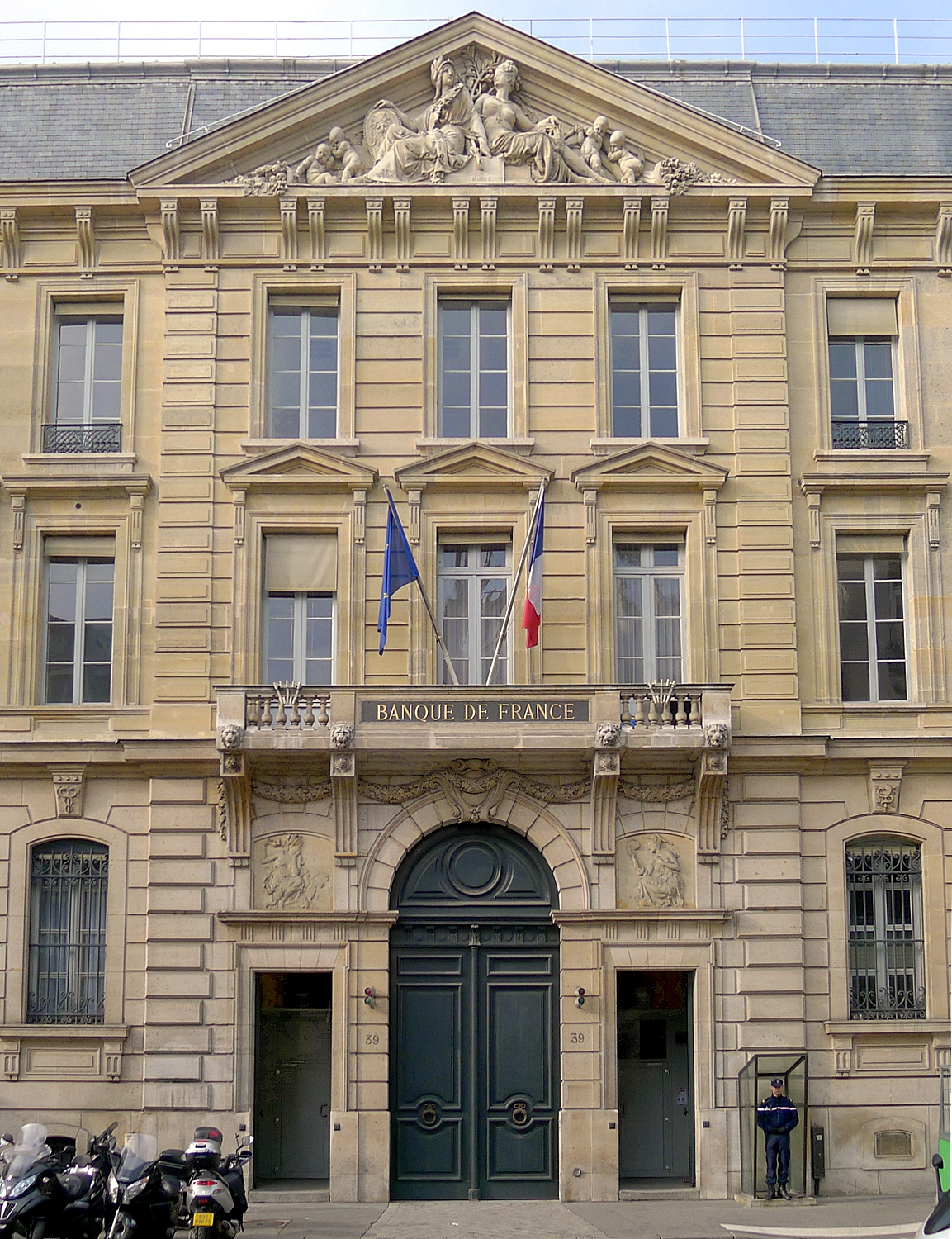
Банк Франции

Банковская система Франции является трёхуровневой: первый уровень представлен Банком Франции; на втором находятся коммерческие банки, финансовые компании и филиалы зарубежных банков; третий уровень составляют кооперативные банки и сберегательные кассы. Основная денежная единица — евро.
Основными регуляторами финансового рынка являются Министерство бюджета, государственных счетов и гражданской администрации Франции, Министерство экономики, промышленности и занятости и Банк Франции, включающий управление по надзору за банковской и страховой деятельностью ACPR (Autorité de contrôle prudentiel et de résolution). Банк Франции выполняет функции центрального банка, но не является государственным (в 1993 году получил независимость от государственного контроля). Во Франции работает несколько государственных инвестиционных учреждений, включая Caisse des Dépôts et Consignations и Bpifrance.

## История
Банковский сектор Франции в XVIII веке был представлен филиалами европейских банковских домов, в частности, Банком Малле, Банком Хоттингер и домом Ротшильдов. Первый частный банк во Франции, Banque générale, был основан шотландцем Джоном Ло в 1716 году; в 1718 году он был переименован в Banque royale, а в 1721 году обанкротился с большим скандалом. Второй банк был основан в 1776 году под названием Caisse d'escompte; он был ликвидирован во время Французской революции, в 1793 году. Следующим коммерческим банком стал Caisse des Comptes Courants, начавший работу в 1796 году. В следующем году открылся первый торговый банк Caisse d’Escompte du Commerce. В январе 1800 года по инициативе Наполеона Бонапарта был основан Банк Франции, поглотивший Caisse des Comptes Courants и другие банки; в 1803 году он получил эксклюзивное право на денежную эмиссию. В 1818 году в Париже открылась первая сберегательная касса, в 1837 году сформировалась система сберкасс Caisses d’Epargne.
Новые коммерческие банки начали появляться в 1830-х годах, однако существовали они недолго. Многие банки обанкротились во время банковских паник 1847 и 1848 года. Для стабилизации банковской системы в 1848 году был учреждён банк Comptoir national d'escompte de Paris (просуществовал до 1966 года). В 1852 году были основаны 2 крупных коммерческих банка: Crédit Foncier de France, который специализировался на финансировании строительства недвижимости (поглощён BPCE в 2019 году), и Crédit Mobilier, созданный братьями Перейр для финансирования строительства железных дорог и развития промышленности. Позже появились Crédit Lyonnais (1863), Société Générale (1864) и Banque de l'Indochine (1875). В 1878 году был открыт первый «народный банк» (Banque Populaire), кооперативный банк малого и среднего бизнеса.
В конце 1945 года Банк Франции и 4 крупнейших коммерческих банка были национализированы, на них приходилось половина всех банковских активов страны. Правительство поощряло их рост за счёт поглощений меньших банков. К 1960-м годам банковский рынок достиг насыщения, и дальнейший рост банков происходил путём международной экспансии и расширения сферы деятельности в инвестиционный банкинг, управление активами, страхование и международную торговлю. В 1982 были национализированы ещё 39 банков; в середине 1980-х годов на банки под государственным контролем приходилось более 80 % депозитов и кредитов. В конце 1980-х годов правительство Жака Ширака начало приватизацию крупных банков. В 2000 году произошло слияние BNP и Paribas в BNP Paribas, в 2003 году — слияние Crédit Agricole и Crédit Lyonnais, в 2008 году объединились две сети кооперативных банков, сформировав Groupe BPCE. Таким образом во Франции возникли 4 банка с активами более триллиона долларов: BNP Paribas ($2,35 трлн на 2017 год, 8-е место в мире), Crédit Agricole ($2,11 трлн, 11-е место), Société Générale ($1,53 трлн, 20-е место) и Groupe BPCE ($1,51 трлн, 21-е место), все четыре банка входят в число глобально системно значимых банков.

## Крупнейшие банки
Во Франции по состоянию на 2024 год работало 230 кредитных институтов, среди них с большим отрывом лидировали 6 банковских групп. Сумма банковских активов в 2023 году составляла 9,376 трлн евро, из них более 90 % приходилось на 6 крупнейших банковских групп. По размеру финансовых активов Франция занимает 5-е место в мире после КНР, США, Японии и Великобритании.
В 2006 году на 100 тыс. совершеннолетних жителей Франции приходилось 46 отделений банков; к 2021 году этот показатель снизился до 33 отделений, это значительно больше, чем в Германии (9), но меньше, чем в Швейцарии (37). Наибольшее число отделений у Caisse d'épargne (3976) и Banque populaire (3124), оба они входят в Groupe BPCE; далее следуют Société Générale (2693), BNP Paribas (1764) и Crédit Lyonnais (LCL, 1635, входит в Crédit Agricole); La Banque postale работает через 7 тыс. почтовых отделений.
|                             | Активы, млрд евро | Депозиты, млрд евро | Собственные средства, млрд евро | Выручка, млрд евро | Чистая прибыль, млрд евро | Рыночная капитализация, млрд евро | Сотрудников, тыс. чел. | Примечания    |
| --------------------------- | ----------------- | ------------------- | ------------------------------- | ------------------ | ------------------------- | --------------------------------- | ---------------------- | ------------- |
| BNP Paribas                 | 2705              | 1035                | 128,1                           | 48,83              | 11,69                     | 82,2                              | 183                    | [ 17 ] [ 18 ] |
| Crédit Agricole             | 2602              | 1165                | 141,9                           | 38,06              | 8,64                      | 48,2                              | 80,5                   | [ 19 ] [ 20 ] |
| Société Générale            | 1574              | 531,7               | 70,26                           | 26,79              | 4,200                     | 31,5                              | 126                    | [ 21 ] [ 22 ] |
| Groupe BPCE                 | 1585              | 732,1               | 87,14                           | 23,32              | 3,52                      | -                                 | 100                    | [ 23 ]        |
| Crédit Mutuel               | 1143              | 594,2               | 75,39                           | 18,70              | 4,571                     | -                                 | 84,6                   | [ 24 ]        |
| La Banque postale           | 738,2             | 225,1               | 21,89                           | 7,255              | 0,995                     | -                                 | 32,5                   | [ 25 ]        |
| HSBC Continental Europe     | 265               | 97                  | 14,64                           | 3,349              | 0,568                     | -                                 | 7,5                    | [ 26 ]        |
| RCI Banque                  | 72,95             | 31,53               | 6,764                           | 2,18               | 0,952                     | -                                 | 4                      | [ 27 ]        |
| Crédit Commercial de France | 31,06             | 20,94               | 3,498                           | 0,809              | -0,104                    | -                                 | 4                      | [ 28 ]        |

Примечание. Данные за 2024 год, рыночная капитализация на февраль 2025 года.

## Банковские услуги
Французские банки предоставляют клиентам стандартный набор банковских услуг, включая текущие счета, потребительские кредиты, овердрафты, ипотечное кредитование, сберегательные вклады. Крупные банки также предоставляют страховые услуги и занимаются управлением активами. В отличие от большинства других стран Европы, во Франции продолжают использоваться банковские чеки.
В 2023 году во Франции было 47 тыс. банкоматов. Национальной системой рассчётов по банковским картам является Cartes Bancaires, однако используются также и международные системы Visa, Mastercard и American Express.
Специфическим французским учреждением являются муниципальные кредитные кассы Crédit municipal. В стране 18 таких касс, они принадлежат муниципальным властям и имеют монополию на услуги ломбарда, также предоставляют некоторые виды банковских услуг (приём депозитов, выдача кредитов, оформление платежей).
Крупнейшей компанией Франции по управлению активами является Amundi (принадлежит Crédit Agricole); в 2023 году размер её активов под управлением составлял 2,25 трлн долларов, по этому показателю она занимала 10-е место в мире. Также в числе крупнейших были BNP Paribas (1,364 трлн долларов), Natixis (1,289 трлн долларов, принадлежит Groupe BPCE), AXA (1,043 трлн долларов), Société Générale (308 млрд долларов), OFI AM (200 млрд долларов), Crédit Mutuel (143 млрд долларов), Rothschild & Co (119 млрд долларов), Groupama (113 млрд долларов), Covéa (92 млрд долларов), La Poste (75 млрд долларов), ODDO BHF (64 млрд долларов).